# فلاکستون (داکوتای شمالی)
فلاکستون (به انگلیسی: Flaxton) شهری در ایالت داکوتای شمالی کشور ایالات متحده آمریکا است که جمعیت آن در سرشماری سال ۲۰۱۰ میلادی، ۶۶ نفر بوده‌است.